# بلک هول انترتینمنت
بلک هول اینترتینمنت (انگلیسی: Black Hole Entertainment) شرکت بازی ویدئویی مجارستانی است، که در سال ۲۰۰۱ تأسیس شد.